# Welsh Open 1973
Il Welsh Open 1973 (conosciuto anche come Green Shield Welsh Championships per motivi di sponsorizzazione) è stato un torneo di tennis giocato sull'erba. È stata la 76ª edizione del Welsh Open, il torneo maschile faceva parte del Commercial Union Assurance Grand Prix 1973 quello femminile dei Tornei di tennis femminili indipendenti nel 1973. Si è giocato a Newport in Gran Bretagna dal 9 al 15 luglio 1973.

## Campioni

### Singolare maschile
Roger Taylor ha battuto in finale  Bob Giltinan 9-8 8–6

### Doppio maschile
Byron Bertram /  William Lloyd hanno battuto in finale  Bob Giltinan /  Ray Keldie

### Singolare femminile
Julie Heldman ha battuto in finale  Dianne Fromholtz con il punteggio di 1–6, 6–1, 11-9

### Doppio
Patti Hogan /  Sharon Walsh e  Dianne Fromholtz /  Julie Heldman hanno condiviso il titolo